# Maria de Borgonya i de Flandes
Maria de Borgonya i de Flandes   (Dijon, setembre 1386 (Gregorià) - Thonon-les-Bains, 8 d'octubre de 1422) fou una infanta de Borgonya i duquessa consort de Savoia.

## Biografia
Mary va néixer l'any 1386, molt probablement al setembre, a Dijon, França. Va ser la vuitena dels nou fills de Felip II de Borgonya, i de la seva esposa Margarida III, comtessa de Flandes. Era neta per línia paterna del rei Joan II de França i Bonna de Luxemburg, i per línia materna de Lluís II de Flandes i Margarida de Brabant.
Des del seu naixement, el pare de Maria pretenia que es casés amb Amadeu VIII de Savoia, fill d'Amadeu VII, comte de Savoia i Bonne de Berry. El seu matrimoni va ser contret l'any del seu naixement, l'11 de novembre de 1386 a Sluis, Zelanda; es van casar per poder el 30 d'octubre de 1393 a Chalon-sur-Saône i en persona a Arras el maig de 1401, amb el comte, i posterior duc, Amadeu VIII de Savoia quan Maria tenia uns 15 anys. No obstant això, no va arribar a Savoia fins als 17 anys, el setembre de 1403.
El 1416, Segismundo, emperador del Sacre Germànic, va elevar Amadeu de comte a duc de Savoia. Maria es va convertir degudament en duquessa. A partir d'aleshores els ducs van governar Savoia.
La parella es va casar trenta-sis anys abans que Mary morís a principis d'octubre de 1428 al castell de Thonon-les-Bains. Està enterrada a l'abadia d'Hautecombe.
D'aquesta unió nasqueren:
- Margarida de Savoia (1405-1418)
- Antoni de Savoia (1407)
- Antoni de Savoia (1408)
- Maria de Savoia (1411-1469), casada el 1427 amb el duc de Milà Felip Maria Visconti
- Amadeu de Savoia (1412-1431), Príncep del Piemont
- Lluís I de Savoia (1413-1465), duc de Savoia, casat amb Anna de Lusignan (1418-1462).[5]
- Bonna de Savoia (1415-1430) promesa als 11 anys amb Francesc I, duc de Bretanya, va morir als 15 anys abans que el matrimoni pogués tenir lloc.[6]
- Felip de Savoia (1417-1444), comte de Ginebra
- Margarida de Savoia (1416-1479), casada el 1432 amb Lluís III d'Anjou, el 1444 amb Lluís IV del Palatinat i el 1453 amb Ulric V de Württemberg